# Шварцау на Штајнфелду
Шварцау на Штајнфелду општина је у округу Нојенкихен у Аустрији, држава Доња Аустрија, на југоистоку земље, 60 km јужно од Беча. На попису становништва 2011. године, Шварцау на Штанјфелду је имао 1.890 становника.

## Географија
Шварцау на Штајнфелду се налази у индустријском округу у Доњој Аустрији. Територија општине покрива површину од 9,75 km² од чега је 25,88% површине шумовито. Терен Шварцауа је на југоистоку брдовит, а на севорозападу је раван. Највиша тачка је висока 579 м надморске висине и налази се 2 km јужно од Шварцауала на Штајнфелду. У околини Шварцауала расте углавном мешовита шума. Шварцау на Штајнфелду се налази на 389 м надморске висине.

### Насеља
У општини Шварцау на Штајнфелду спадају следећа три насеља (према статистичким подацима о броју становника из јануара 2017. године):
- Фихренау (439)
- Гунтрамс (128)
- Шварцау на Штајнфелду (1.352)

Катастарске општине су Шварцау на Штајнфелду.

## Историја
У селу се налази дворац Шварцау, у коме су се царица Зита и цар Карл венчали 1911. године. Данас замак служи као казнена установа за жене.

## Клима
Подручје Шварцау на Штајнфелду је део хемибореалне климатске зоне. Просечна годишња температу је 8 °C (46 °F) Најтоплији месец је јул, кад је просечна температура 20 °C (68 °F), а најхладнији је јануар са −4 °C (25 °F). Просечна годишња сума падавине је 1074 мм. Највлажнији месец је јул, са просеком од 144 мм падавина, а најсушнији је децембар са 40 мм.

## Религија
Према подацима пописа из 2001. године 80,5% становништва су били римокатолици, 2,7% евангелисти, 0,1% муслимани и 0,1 православци. 11,7% становништва се изјаснило да нема никакву верску припадност.

## Политика
Градоначелник општине је Гинтер Волф, а руководилац одељена Ото Пфајфер.
Општинско веће је након локалних избора 2015. године подељено на следећи начин: СПА 13 мандата, АНП 6 мандата и СПА 1 мандат.